# Stonewall (organizace)
Stonewall (oficiálně Stonewall Equality Limited) je britská LGBT lidskoprávní organizace pojmenovaná po gay klubu Stonewall Inn, který byl dějištěm tzv. Stonewallských nepokojů v newyorské čtvrti Greenwich Village. V současnosti se jedná o jednu z největších organizací lobbujících za práva LGBT nejen ve Velké Británii, ale i Evropě. Založená byla v roce 1989 politickými aktivisty a odpůrci článku 28 zákona o místní správě. Mezi zakládající patří Sir Ian McKellen, Lisa Powerová a Michael Cashman.
Stonewall je diverzifikována do politického rozvoje práv leseb, gayů a bisexuálů poté, co se v roce 1997 dostali k moci Labouristé. Stále zůstává spíše lobbystickou, než členskou organizací. Bývalý výkonný ředitel Ben Summerskill ji prezentoval takto: "Nejsme žádnou 'demokratickou' organizací ... Snažíme se o maximální přiměřený rozvoj veškeré naší práce a politických pozic na základě, co největšího konsensu mezi LGB obyvatelstvem."
Stonewall má místní pobočky po celé Británii: hlavní sídlo v Londýně, Stonewall Scotland má místo vedení v Edinburghu a Stonewall Cymru (Stonewall Wales) zase v Cardiffu a severním Walesu. V Severním Irsku zatím žádné pobočky nemá.

## Vedení

### Výkonní ředitelé
- Tim Barnett (1989-1992)
- Angela Masonová (1992-2002)
- Ben Summerskill (2003-2014)
- Ruth Huntová (2014-současnost)

## Úspěchy

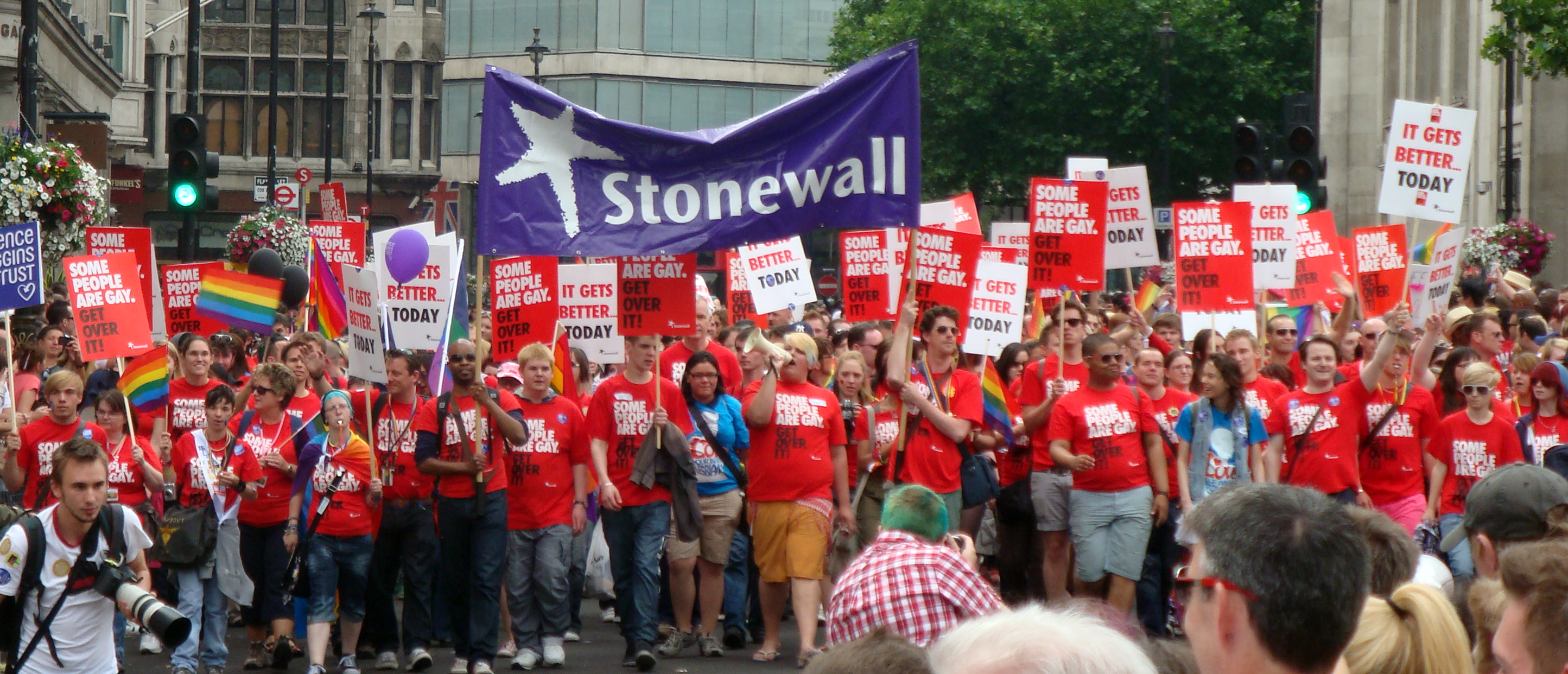
Stonwall na London Pride 2011.

Hlavním jádrem předmětu činnosti Stonewallu je politický lobbying. V době, kdy organizaci vedla Angela Masonová, se snažila o novelizaci Zákona o adopci a dětech (2002), která měla gay a lesbickým párům zaručit rovné zacházení s páry heterosexuálními. Za své služby právům homosexuálů obdržela Masonová Řád britského impéria. Pod vedením Bena Summerskilla se setkaly s úspěchem následující politické kampaně:
- zrušení článku 28 zákona o místní správě (2003),
- přijetí zákonů proti homofobním zločinům z nenávisti v trestních zákonech (2003)
- předložení a schválení zákona o registrovaném partnerství (2004) garantujícího gay a lesbickým právům určitá práva a povinnosti vyplývající z manželství
- předložení a přijetí zákona chránícího jiné sexuální orientace před diskriminací v přístupu ke zboží a službám prostřednictvím změny zákona o rovnosti (2006).
- rovné zacházení s lesbickými páry a jejich dětmi v zákoně o embryích a umělém oplodnění (2008)
- předložení a přijetí nového zločinu podněcování k homofobní nenávisti v trestních zákonech a imigračním zákoně (2008) podobně jako je tomu v případě rasismu a náboženské nenávisti.

Dřívější činnost Stonewallu spočívala zejména v podnětech k Evropskému soudu pro lidská práva. Jedná se o:
- Chris Moriss a Euan Sutherland, kteří díky úspěchu v kauze Sutherland vs. Velká Británie sjednotili legální věk způsobilosti k pohlavnímu styku.[8]
- Lustig-Prean a Beckett vs. Velká Británie, kteří dokázali úspěšně zrušit zákaz homosexuálů otevřeně sloužit v armádě.
- Lisa Grantová, která se soudila se svým zaměstnavatelem South West Trains ohledně rovného platového ohodnocení.[9]

## Stonewall 'outuje' ozbrojené síly
Jednou z prvních a nejdlouhodobějších kampaní Stonewallu bylo odstranění zákazu leseb a gayů otevřeně sloužit v armádě, která sklidila své ovoce v r. 1999. Spouštěčem kampaně byl Robert Ely, který působil v řadách Ozbrojených sil Jejího veličenstva 17 let, a který se stal členem Stonewallu. Když se jeho angažmá v organizaci prozradilo, stala se jeho odlišná sexuální orientace předmětem vyšetřování a následného vyloučení z řad armády.
V roce 1998 se ke Stonewallu připojili Jeanett Smithová, kterou ze stejného důvodu vyloučili z Královského letectva, a Duncan Lustig prean, vyloučený velitel z řad Royal Navy. V organizaci žádali o právní zastoupení vedoucí k dlouhé soudní bitvě s Grahamem Gradym a Johnem Beckettem, taktéž angažujících v kauze. Tou dobou ještě neplatil zákon o lidských právech (Human Rights Act 1998). Ačkoli soudci Nejvyššího správního soudu a Odvolacího soudu došli k závěru, že je zákon neoprávněný, neprojevili žádnou snahu o jeho zrušení. Teprve až Evropský soud pro lidská práva ve Štrasburku plně podpořil právo gayů a leseb otevřeně sloužit v armádě. Nově zvolená labouristická vláda následně oznámila svůj záměr zákaz zrušit. K tomu došlo 12. ledna 2000, kdy byl zpracován nový zákon o sexuálním chování.
V únoru 2005 se Royal Navy připojila do programu Diversity Champions organizovaném Stonewallem. V listopadu 2006 jej následovalo Královské letectvo a Ozbrojené síly. Tyto všechny složky lze označit za největší z řad britské armády. Program na podporu všech stávajících a budoucích zaměstnanců a na zaručení rovných podmínek pro všechny, co se identifikují jako gayové, lesby nebo bisexuálové, se uskutečnil v červnu 2008.
V roce 2008 se členové všech tří složek ozbrojených sil zúčastnili pochodu hrdosti v Londýně. Všechny tři složky se také otevřeně zúčastňují veškerých gay událostí, uznávají registrovaná partnerství jako rovnocenná manželství a celkový přístup ke gay personálu mají na nejvyšší úrovni.
Britská armáda taktéž požaduje po všech svých členech, aby každý rok podstupovali program rovnosti a různorodosti, který tvoří součást každoročních testů psychiky a stresové tolerance. V souladu s hodnotami a standardy Britských ozbrojených sil jsou trénovaným běžně promítána gay témata pod názvy "Respekt pro všechny" a "Odpovídající chování". Považuje své základní hodnoty a standardy za klíčové pro to, aby byli profesionálními vojáky.
V roce 2009 se Ozbrojené síly při příležitosti desátého výročí zrušení zákona zakazujícího homosexuálům otevřeně sloužit v jejích řadách shodly na tom, že zákaz neměl žádný vnímatelný vliv na efektivnost jejích činností a celospolečenskou prestiž. Výročí bylo předmětem bujarých oslav, včetně nových publikací ve vojenském časopise Soldier Magazine a dalších tiskovinách. Vojáci a důstojníci kromě toho také podpořili kampaň Stonewallu proti školní šikaně s názvem It Gets Better.
Proud2Serve je online podpůrná skupina poskytující rady a přijetí všem sloužícím a prospektivním členům Britských ozbrojených sil. Stonewall i nadále pokračuje ve spolupráci se všemi třemi složkami Ozbrojených sil na programu Diversity Champions.

## Současná činnost
Novodobou náplní činnosti Stonewallu je i nadále směřovat veškeré své aktivity na spolupráci s dalšími organizacemi za účelem zajištění rovnosti gayů, leseb a bisexuálů na pracovišti, ve vzdělávání a bydlení. Členové programu Diversity Champions zaměřeným na vojenské pracovníky vzrostl ze 100 na více než 650. Organizace současně také pracuje na programu, v němž zaměstnává více než čtyři miliony lidí, zejména z Deloitte a American Express v soukromém sektoru, a z Royal Navy, Královského letectva a Britských ozbrojených sil a MI5 ve veřejném sektoru.
V roce 2005 zahájil Stonewall program Vzdělávání pro všechny (Education for All) ve spolupráci s více než 70 organizacemi za účelem prevence homofobie ve školství. Práce Stonewallu na půdě vzdělávání taktéž zahrnuje slogan 'Some people are gay. Get over it!' (Někteří lidé jsou gayové. Překonejte to!), který je snadno viditelný na billboardech, nákupních vozících a autobusech hromadné dopravy napříč celou Británií.
Stonewall dále zpracovává zprávy ohledně homofobních zločinů z nenávisti, homofobie ve fotbalových mužstvech a rovnosti leseb v přístupu k asistované reprodukci.
Stonewall taktéž zaštiťuje několik gay událostí, včetně Stonewall Equality Dinner (Večeře rovnosti), Stonewall Summer Party (Letní párty) a Brighton Equality Walk (Procházka rovnosti).